# Saint-Étienne-en-Coglès
Saint-Étienne-en-Coglès è un comune francese di 1 699 abitanti situato nel dipartimento dell'Ille-et-Vilaine nella regione della Bretagna.
Il territorio comunale è bagnato dal fiume Minette.

## Società

### Evoluzione demografica
Abitanti censiti